# Viktor Rydberg
Pour les articles homonymes, voir Rydberg.
Abraham Viktor Rydberg né le 18 décembre 1828 à Jönköping, mort le 21 septembre 1895 à Djursholm, est un écrivain, journaliste, poète et homme politique suédois. Il a également traduit l'œuvre d'Edgar Allan Poe en suédois.

## Biographie
Fils d'un gardien de prison, ancien soldat, et d'une sage-femme, Rydberg a deux frères et trois sœurs. En 1834, sa mère meurt, victime d'une épidémie de choléra. L'alcoolisme de son père contribue à la perte de son emploi et de l'appartement de la famille, amenant les autorités à placer Rydberg en pension dans divers établissements pour pauvres. En dépit de son statut économique, Rydberg est reconnu pour ses talents.
De 1838 à 1847, Rydberg étudie au lycée, rejoignant finalement l'université de Lund de 1851 à 1852. La pauvreté, une fois encore, affecte sa vie, et il doit interrompre ses études avant d'avoir obtenu ses diplômes.
Travaillant comme précepteur et dans divers journaux libéraux, il continue à s'occuper de poésie et de littérature. Son œuvre est récompensée, et il devient une figure centrale du Romantisme finissant en Suède. Son premier livre est Fribytaren på Östersjön (1857), une romance historique se déroulant au XVIIe siècle, explorant la piraterie, la chasse aux sorcières et les excursions nautiques.
Son premier grand succès, et l'un de ses romans les plus populaires, Singoalla (1858), est une histoire noire et romantique se passant dans un décor médiéval. Le héros du roman est un jeune chevalier nommé Erland qui rencontre l'amour, symbolisé par une gitane, Singoalla. Les siens n'acceptent pas cette relation, et il doit réprimer ses vrais sentiments. Le péché qu'il commet en réprimant sa vraie nature, conduit à sa mort de la peste. Rydberg réécrit ce livre durant toute sa vie jusqu'à la quatrième et dernière édition de 1894, qui s'achève avec Erland mourant comme un moine ermite ; sa conclusion prépare les futures attaques de Rydberg contre le Christianisme.
Den siste Atenaren (Le Dernier Athénien, 1859), son roman le plus connu, offre un contraste entre la tolérance du point de vue des Grecs avec la bigoterie chrétienne. Son attaque de l'Église du XIXe siècle est peinte dans le roman, dont l'histoire se déroule à Athènes, pendant le règne du dernier empereur païen Julien. Le christianisme dogmatique et fanatique est victorieux de la civilisation sensuelle, naturelle et noble de la Grèce classique.  
En 1862, il écrit et publie Bibelns lära om Kristus (Le Christ selon la Bible), un livre sur le criticisme religieux contemporain, qui connaît un énorme succès. Continuant avec ses attaques libérales contre l'Église de Suède, il utilise le Nouveau Testament pour nier la divinité du Christ. À long terme, ce livre aurait contribué à affaiblir l'autorité de l'Église sur l'élite instruite de la Suède. Cependant, ce livre n'a pas trouvé la faveur de l'orthodoxie religieuse, et l'on dit qu'il est en grande partie responsable de son exclusion de l'Académie suédoise jusqu'en 1877.
Medeltidens Magi (La Magie du Moyen Âge, 1865) est basé sur les pratiques et croyances magiques de la période médiévale. L'Église contemporaine est toujours en accord avec les idées des Âges sombres, et les notions dualistes de bien et de mal, représentées par Dieu et le Diable, le Paradis et l'Enfer, contribue à la chasse aux sorcières e la période.
Lille Viggs äventyr på julafton (Les Aventures du petit Vigg la veille de Noël, 1871), est un court conte de Noël pour tous les âges, écrit à l'origine pour un journal, mais plus tard largement imprimé.
Parmi ses autres travaux, on note sa traduction du Faust (1876) de Johann Wolfgang von Goethe ; Romerska Dagar (Jours romains 1877), une série d'études archéologiques et d'essais sur l'Italie ; Vapensmeden (1891), un roman historique se déroulant à l'époque de la Réforme avec, d'un bout à l'autre, un message sur l'importance de l'héritage historique et de l'art; des poèmes, Tomten (1881) étant le plus largement connu.

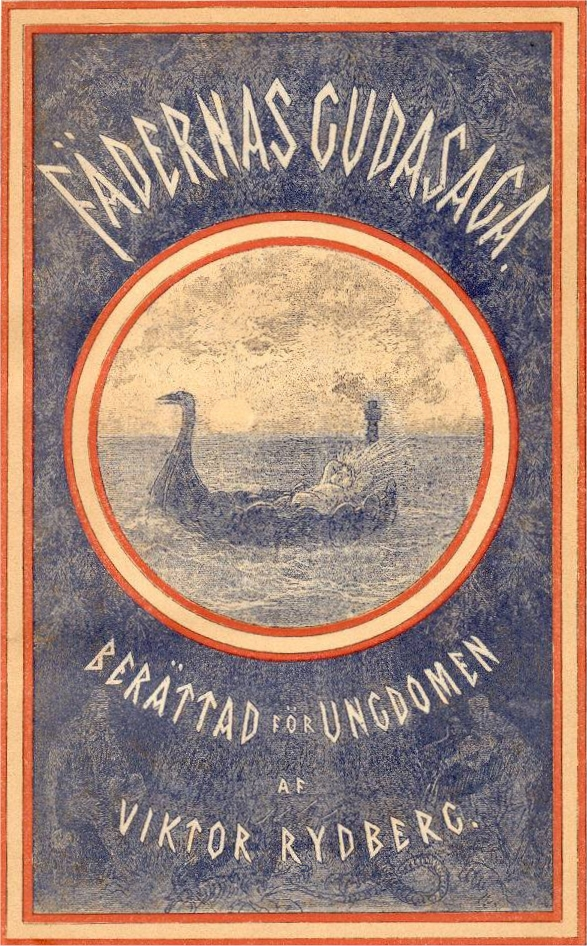
Fädernas gudasaga, illustré par John Bauer en 1911.

Entre 1886 et 1889, il publie trois études sur les mythologies germanique et nordique : Undersökningar i germanisk mythologi I (Investigations sur la Mythologie germanique I, 1886); Fädernas gudasaga (Saga des dieux de nos pères, 1887) (une version pour enfants de la mythologie nordique); et Undersökningar i germanisk mythologi II (Investigations sur la Mythologie germanique II, 1889).  Undersökningar i germanisk mythologi I fut traduit en anglais par Rasmus B. Anderson en 1889, sous le titre Teutonic Mythology: Gods and Goddesses from the Northland. Largement répandues aujourd'hui, les investigations tentent de retrouver les traces encore existantes des anciens mythes germaniques dans les sources les plus anciennes ayant pour sujet l’influence chrétienne et classique. Il conclut non seulement que les mythes sont vraiment anciens, mais que ce sont des fragments d’une vaste épopée mythique.
Au début de sa vie, Rydberg est actif dans les politiques libérales de son temps. Les libéraux sont de fermes avocats de la séparation de l’Église et de l’État, qui trouvent une résonance particulière dans les sentiments passionnés de Rydberg pour le paganisme germanique. Son dévouement au libéralisme est rendu moins évident quand il commence à appréhender le capitalisme, le système économique dont les libéraux libre-échangistes sont partisans. Dans le long poème Den nya Grottesången, il développe une féroce attaque du capitalisme.
Représentant le système économique agricole traditionnel de la Suède, de 1870 à 1872, Rydberg est membre du Parlement suédois comme partisan du Parti paysan. En 1870, à travers son journal, le « Handelstidningen », Rydberg défend une position pro-allemande controversée pendant la guerre franco-prussienne. Son dédain du modernisme et de la politique de la gauche sont évidents lors de son refus, en 1884, de soutenir l’écrivain anarchiste August Strindberg, accusé de blasphème. Comme juré lors du procès du leader socialiste Hjalmar Branting en 1888, Rydberg vote en faveur de son emprisonnement pour blasphème.
Pendant sa vie, Rydberg a été lecteur à l’université de Göteborg (1876), docteur honoris causa de l’université d'Uppsala (1877), élu à l’Académie suédoise (1877), professeur d’Histoire de la Culture, puis à la chaire d’Histoire de l’art à Stockholm (1884 - 1888).
Sa vie s’achève en 1895, du diabète et d’une artériosclérose. Un deuil national est décidé partout en Suède, et sa tombe est, de nos jours, un monument national. Nombre de ses textes ont été traduits et restent largement lus dans l'ensemble des écoles de Suède. Un groupe de trois lycées et collèges sous contrat de Stockholm ont été baptisés à son nom. Les trois collèges Victor Rydberg sont situés à Djursholm, Odenplan et Jarlaplan et sont parmi les écoles les plus attractives de Suède, ayant l'une des plus hautes moyennes de diplômés du pays, et parmi ses meilleurs enseignants.

## Adaptation
- Singoalla[1], film franco-suédois de Christian-Jaque (1949)